# Thomas Button
Thomas Button (ca. 1575-1634) was een Brits marineofficier, vooral bekend vanwege zijn reis in 1612-1613 op zoek naar de Noordwestelijke Doorvaart.
In 1611 keerden de muiters van de laatste expeditie van Henry Hudson terug naar Engeland, met het nieuws dat een zeestraat was ontdekt (Straat Hudson) die tot de Noordwestelijke Doorvaart zou leiden. Button werd uitgestuurd om een expeditie te leiden om deze te onderzoeken. Hij kreeg twee schepen, de Resolution met onder meer William Gibbons en de Discovery, het schip van Hudson, onder ene Nelson, met onder meer Robert Bylot.
Button voer door Straat Hudson, gaf Resolution Island zijn naam, en landde op de Diggeseilanden. Hij stak de Hudsonbaai over, en bereikt de westkust rond 60°40' NB, in een gebied dat hij "Hopes Checked" noemde. Hij zeilde zuidwaarts tot bij de rivier de Nelson, die hij naar de daar overleden kapitein-navigator Nelson noemde, en overwinterde daar. Een aantal van zijn mannen stierf aan kou en scheurbuik.
In juni 1613 kon hij zijn overwinteringsplaats verlaten, en zeilde weer noordwaarts tot aan Roe's Welcome Sound en langs de zuidkust van Southampton Island alvorens via de Hudsonstraat naar Engeland terug te keren. De uitkomst van de expeditie was negatief: door aan te tonen dat de Hudsonbaai een westkust had, werd de kans dat de Hudsonstraat tot een Noordwestelijke Doorvaart leidde duidelijk verkleind.
Button keerde niet terug naar Canada, maar bleef in dienst van de marine. Tussen 1614 en 1634 was hij als admiraal verantwoordelijk voor de marineschepen rond de kusten van Ierland. In 1616 werd hij geridderd, en in 1620 nam hij deel aan de aanval op Algiers onder Robert Mansel. Hij stierf vredig in zijn eigen huis, hoewel zijn laatste jaren gekenmerkt werden door een conflict met de marine over zijn pensioen.

## Militaire loopbaan
- Captain:[2]
- Rear Admiral: 1620[2][3]

## Decoratie
- Geridderd in 1616[2][4][3]